# حارة الجرد البرطي (ذمار)
حارة الجرد البرطي هي إحدى حارات مدينة ذمار التابعة لمحافظة ذمار، بلغ تعداد سكانها 3,679 نسمة حسب تعداد اليمن لعام 2004.